# Johann Gotthilf Albinus
Johann Gotthilf Albinus (* um 1733 in Schwedt; † unbekannt) war ein deutscher Beamter.

## Leben

### Familie
Zur Herkunft und schulischen Ausbildung von Johann Gotthilf Albinus liegen keine Erkenntnisse vor.
Er war verheiratet und hatte drei Töchter und zwei Söhne, die beide als Auskultator in Diensten bei der Glogauer Oberamtsregierung standen.

### Werdegang
Johann Gotthilf Albinus immatrikulierte sich am 28. Februar 1752 an der Universität Frankfurt an der Oder zu einem Studium der Rechtswissenschaften.
1752 wurde er im preußischen Heer eingestellt und nahm als Auditeur, Ober-Auditeur, Regimentsquartiermeister in zwei Kürassier-Regimentern am Siebenjährigen Krieg von 1756 bis 1763 teil.
Er nahm 1762 seinen Abschied und wurde im Kameralfach weiterbeschäftigt. Seit 1778 war er Kriegs- und Domänenrat bei der Kriegs- und Domänenkammer in Glogau sowie Hauptrendant der Glogauer Kriegskasse und wurde 1780, als Oberempfänger der Kriegskasse, zum Kriegsrat ernannt.
Im Januar 1810 wickelte er im Auftrag der nach Liegnitz umgesetzten Regierung, noch Aufträge des Kollegiums in Glogau ab; wenige Wochen später wurde er als Regierungsrat pensioniert.